# 玲子のおしゃべりサロン
『玲子のおしゃべりサロン』（れいこのおしゃべりサロン）は、東海テレビで放送されたトーク番組。1994年10月5日から1998年3月まで、毎週水曜 11:00 - 11:30 (JST) に放送。名鉄百貨店の一社提供。『天ちんの土曜サロン 人間こんさーと』に引き続き著名なゲストを迎えて、夢をキーワードにトークを展開。番組中には名鉄百貨店今週のごあんないとテレビ通販「めいてつニコニコツーハン」も放送されていた。

## 出演者
- 司会：岡山玲子

| スタブアイコン | サブスタブ | この項目は、まだ閲覧者の調べものの参照としては役立たない、テレビ番組に関連した書きかけの項目です。この項目を加筆・訂正などしてくださる協力者を求めています（P:テレビ/PJ:放送または配信の番組）。 |